# Claus Dieter Classen
Claus Dieter Classen (* 13. Mai 1960 in Hamburg) ist ein deutscher Rechtswissenschaftler und Professor an der Universität Greifswald.

## Leben
Claus Dieter Classen, einer von drei Söhnen des Klassischen Philologen Carl Joachim Classen (1928–2013) und dessen Ehefrau Roswitha Classen, geborene Petersen, machte 1977 Abitur am Max-Planck-Gymnasium in Göttingen. Von 1978 bis 1979 studierte er dann Rechtswissenschaft an der Universität Würzburg, von 1979 bis 1980 an der Universität Tübingen, 1980/81 an der Universität Aix-Marseille III in Marseille und von 1981 bis 1983 wieder an der Universität Tübingen. Die erste juristische Staatsprüfung legte er 1983 in Tübingen ab. Es folgte bis 1984 die Ableistung des Wehrdienstes. Danach war Classen zwischen 1984 und 1986 Wissenschaftlicher Assistent bei Wolfgang Graf Vitzthum an der Universität Tübingen. Dort promovierte er auch 1987 zum Doktor der Rechte. Von 1986 bis 1989 leistete er den juristischen Vorbereitungsdienst im Bezirk des Landgerichts Tübingen ab, bevor er 1989 in Stuttgart die zweite Juristische Staatsprüfung ablegte. Von 1986 bis 1994 war er zudem Wissenschaftlicher Assistent bei Thomas Oppermann, ebenfalls an der Universität Tübingen. 1993 folgte die Habilitation für Öffentliches Recht (einschließlich Völker- und Europarecht) durch die Juristische Fakultät der Universität Tübingen, an die sich eine Tätigkeit als Vertreter einer C3-Professur für Öffentliches Recht an der Juristischen Fakultät der Ruhr-Universität Bochum anschloss. 1994 wurde er Professor (C3) für Öffentliches Recht am Fachbereich Rechtswissenschaften der Universität Trier, nachdem er dort als Lehrstuhlvertreter tätig gewesen war; noch im selben Jahr erhielt Classen dann einen Ruf auf eine Professur (C4) für Öffentliches Recht, Europa- und Völkerrecht an der Rechts- und Staatswissenschaftlichen Fakultät der Universität Greifswald.
Von 1996 bis 2000 war Classen Mitglied der Ethikkommission der Landesärztekammer bei der Universität Greifswald; 1999 bis 2000 zudem Prodekan der Rechts- und Staatswissenschaftlichen Fakultät der Universität Greifswald und von 2000 bis 2001 ebendort Dekan.
Von 2003 bis 2007 war Classen Prorektor der Universität Greifswald. Zum 1. September 2016 wurde er zum Richter am Oberverwaltungsgericht Mecklenburg-Vorpommern im zweiten Hauptamt ernannt. Am 7. März 2017 wurde er vom Landtag zum Mitglied des Landesverfassungsgerichts Mecklenburg-Vorpommern gewählt.
Im September 2019 gehörte er zu den etwa 100 Staatsrechtslehrern, die sich mit dem offenen Aufruf zum Wahlrecht Verkleinert den Bundestag! an den Deutschen Bundestag wandten.

## Werk (Auswahl)
- Fernerkundung und Völkerrecht: völkerrechtliche Probleme der Fernerkundung der Erde aus dem Weltraum (= Tübinger Schriften zum internationalen und europäischen Recht. Band 16). Duncker & Humblot, Berlin 1987, ISBN 3-428-06322-8 (Dissertation, 283 S.).
- Wissenschaftsfreiheit ausserhalb der Hochschule: zur Bedeutung von Artikel 5 Absatz 3 Grundgesetz für ausseruniversitäre Forschung und Forschungsförderung (= Tübinger rechtswissenschaftliche Abhandlungen. Band 77). Mohr, Tübingen 1994, ISBN 3-16-146248-3 (Habil.-Schrift, 396 S.).
- Religionsfreiheit und Staatskirchenrecht in der Grundrechtsordnung: zur besonderen Bedeutung der religionsverfassungsrechtlichen Garantien im Lichte der allgemeinen Grundrechtsdogmatik (= Jus publicum. Band 100). Mohr Siebeck, Tübingen 2003, ISBN 3-16-148129-1 (195 S.).
- Demokratische Legitimation im offenen Rechtsstaat: zur Beeinflussung des Demokratieprinzips durch Rechtsstaatlichkeit und internationale Offenheit. Mohr Siebeck, Tübingen 2009, ISBN 978-3-16-149870-1 (145 S.).
- Nationales Verfassungsrecht in der Europäischen Union. Eine integrierte Darstellung von 27 Verfassungsordnungen. 2. Aufl. Nomos, Baden-Baden 2021, ISBN 978-3-8487-8138-6.
- (mit Martin Nettesheim): Europarecht. Ein Studienbuch (begr. von Thomas Oppermann). 9. Aufl. C. H. Beck, München 2021, ISBN 978-3-406-75739-6.
- Religionsrecht. 3. Auflage. Mohr Siebeck, Tübingen 2021, ISBN 978-3-16-159979-8.